# 2058
Cette page concerne l'année 2058  du calendrier grégorien. Pour l'année 2058 av. J.-C., voir 2058 av. J.-C.
L'année 2058 est une année commune qui commence un mardi.
C'est la 2058e année de notre ère, la 58e année du IIIe millénaire et du XXIe siècle et la 9e année de la décennie 2050-2059.

## Autres calendriers
- Calendrier berbère : 3007 / 3008
- Calendrier hébraïque : 5818 / 5819
- Calendrier indien : 1979 / 1980
- Calendrier musulman : 1479 / 1480
- Calendrier persan : 1436 / 1437

## Fiction
- Année où se déroule l'action du film de science-fiction Perdus dans l'espace.
- Dans Adieu Kamen Rider Den-O, le film : Final Countdown, Nogami Ryōtarō / Kamen Rider NEW Den-O part de cette année pour arriver en 2008 avec le NEW Den-Liner.
- Dans Kamen Rider Zi-O, année où de jeunes Tsukuyomi et Swartz sont aperçus dans une ligne temporelle parallèle.